# Mozart Santos Batista Júnior
Mozart Santos Batista Júnior, mer känd som Mozart, född 8 november 1979 i Curitiba, är en brasiliansk fotbollstränare och före detta fotbollsspelare. Han är för närvarande assisterande tränare för Reggina.

## Spelstil
Mozart var en kreativ mittfältare, som kunde spela både bakom anfallarna och framför backlinjen.

## Karriär
Mozart inledde karriären i Brasilien, men den klubb han kom att representera mest var italienska Reggina, där han kallades Maestro.
Efter en sejour i först Spartak Moskva och en kortare i Palmeiras återvände Mozart till Italien 2009 för att representera nyligen uppflyttade Livorno. Efter säsongen blev Mozart kontraktslös och beslutade sig för att avsluta spelarkarriären.

### Landslag
Mozart var en del av det brasilianska u23-landslaget vid Olympiska sommarspelen 2000.

### Tränarkarriär
Mozart blev i juli 2014 utsedd till assisterande tränare i sin gamla klubb Reggina.